# Rusinowice (przystanek kolejowy)
Rusinowice – przystanek osobowy w miejscowości Rusinowice, w województwie śląskim, w powiecie lublinieckim, w gminie Koszęcin, w Polsce.

## Ruch pasażerski
| Rok  | Wymiana pasażerska na dobę |
| ---- | -------------------------- |
| 2017 | 20-49                      |
| 2022 | 200-299                    |